# All In
All In – pierwszy japoński minialbum południowokoreańskiej grupy Stray Kids, wydany 4 listopada 2020 roku przez wytwórnię Epic Records Japan. Płytę promował główny singel „All In”.

## Lista utworów
| CD | CD                     | CD                                                                                        | CD                                                           | CD                                            | CD      |
| Nr | Tytuł utworu           | Tekst                                                                                     | Kompozycja                                                   | Aranżacja                                     | Długość |
| -- | ---------------------- | ----------------------------------------------------------------------------------------- | ------------------------------------------------------------ | --------------------------------------------- | ------- |
| 1. | „All In”               | J.Y. Park "The Asiansoul", Bang Chan (3Racha), Changbin (3Racha), Han (3Racha), KM-Markit | J.Y. Park, Bang Chan, Changbin, Han                          | J.Y. Park, Lee Hae-sol                        | 3:07    |
| 2. | „Fam”                  | Bang Chan, Changbin, Han, KM-Markit                                                       | Bang Chan, Changbin, Han, Versachoi                          | Bang Chan, Versachoi                          | 3:35    |
| 3. | „One Day”              | Changbin, Lee Jun-seok, KM-Markit                                                         | Changbin, Bang Chan, Lee Jun-seok                            | Bang Chan, Lee Jun-seok                       | 3:13    |
| 4. | „God's Menu” (JP ver.) | Bang Chan, Changbin, Han, KM-Markit                                                       | Bang Chan, Changbin, Han, Versachoi                          | Versachoi                                     | 3:59    |
| 5. | „Back Door” (JP ver.)  | Bang Chan, Changbin, Han, KM-Markit                                                       | Bang Chan, Changbin, Han, HotSauce                           | HotSauce, Bang Chan                           | 3:11    |
| 6. | „Top” (JP ver.)        | Bang Chan, Changbin, Han, Armadillo, KM-Markit                                            | Bang Chan, Changbin, Han, Armadillo, Gwon Yeong-chan, Rangga | Bang Chan, Armadillo, Gwon Yeong-chan, Rangga | 3:08    |
| 7. | „Slump” (JP ver.)      | Han, KM-Markit                                                                            | Han, Bang Chan                                               | Bang Chan                                     | 2:16    |

## Notowania
| Lista                      | Pozycja |
| -------------------------- | ------- |
| Oricon Weekly Album Chart  | 2       |
| Billboard Japan Hot Albums | 2       |

## Sprzedaż
| Kraj    | Sprzedaż |
| ------- | -------- |
| Japonia | 58 927+  |